# ویتا سمرنکو
ویتا سمرنکو (اوکراینی: Віта Олександрівна Семеренко؛ زادهٔ ۱۸ ژانویهٔ ۱۹۸۶) ورزشکار دوگانه اهل اوکراین است.
از افتخارات وی میتوان به کسب مدال طلا و برنز در بازی‌های المپیک زمستانی ۲۰۱۴ اشاره کرد.